# Exoprosopa celer
Exoprosopa celer är en tvåvingeart som beskrevs av Cole 1916. Exoprosopa celer ingår i släktet Exoprosopa och familjen svävflugor.
Artens utbredningsområde är Kalifornien. Inga underarter finns listade i Catalogue of Life.